# Ebinania brephocephala
Ebinania brephocephala är en fiskart som först beskrevs av Jordan och Starks, 1903.  Ebinania brephocephala ingår i släktet Ebinania och familjen paddulkar. IUCN kategoriserar arten globalt som otillräckligt studerad. Inga underarter finns listade i Catalogue of Life.